# Otatea glauca
Otatea glauca là một loài thực vật có hoa trong họ Hòa thảo. Loài này được L.G.Clark & G.Cortés mô tả khoa học đầu tiên năm 2004.